# Pueblo Nuevo Viñas
Pueblo Nuevo Viñas é uma cidade da Guatemala do departamento de Santa Rosa. 